# Hen & Chickens
Hen & Chickens (ook: Hens and Chicks) zijn drie rotspunten, die behoren tot de eilanden van Sint Maarten. De rotspunten zijn onbewoond, maar in de 18e eeuw was er een leprozerie gevestigd op de eilandjes.
Rond 1764, tijdens de Franse bezetting van Sint Maarten en Sint Eustatius, werd op Hen & Chickens een leprozerie gevestigd. In 1780 vertrokken de Fransen, en verhuisden de lepralijders naar Guadeloupe. Restanten van de leprozerie zijn nog op Hen, het grootste rotspunt van Hen & Chickens, te zien. De rotspunten worden voornamelijk gebruikt door vogels.
Hen & Chickens worden bezocht door duikers, maar er bevinden zich tijgerhaaien rond de rotspunten. Rond de rotspunten liggen koraalriffen die in uitstekende conditie zijn. Brandkoraal en millepora squarrosa zijn de meest voorkomende harde koralen.
Aruba · Bonaire · Curaçao · Saba · Sint Eustatius · Sint Maarten — Cow & Calf · Green Island · Hen & Chickens · Klein Bonaire · Klein Curaçao · Molly Beday · Palmeiland · Pelikan Key · Renaissance Island 

Zie ook: Caribisch Nederland